# Gwen Watford
Gwen Watford, narozená jako Gwendoline Watford (10. září 1927, Londýn, Anglie, Spojené království – 6. února 1994, Londýn, Anglie, Spojené království), byla britská herečka.
Zemřela na rakovinu.

## Filmografie (výběr)
| Rok  | Jméno                      | Role              | Český dabing         | Poznámky |
| 1960 | Tráva je zelenější         |                   |                      |          |
| 1963 | Kleopatra                  | Calpurnie         | Miroslava Pleštilová |          |
| 1970 | Taste the Blood of Dracula | Martha Hargoodová |                      |          |
| 1987 | Volání svobody             |                   |                      |          |